# کلیسای افغان

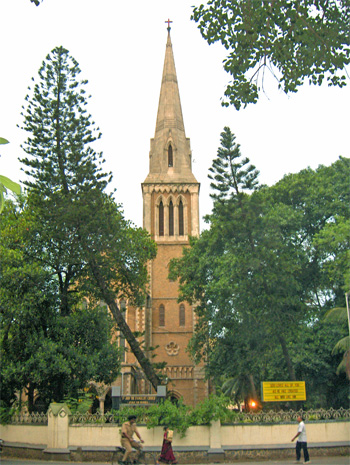
نمای جلویی کلیسا.

کلیسای سنت جان کشیش آنگلیکان، معروف به کلیسای افغان (به مراتی: अफ़ग़ान चर्च) یک کلیسای انگلیکان در جنوب بمبئی، هند است که توسط بریتانیایی‌ها برای بزرگداشت کشته‌شدگان شکست انگلیس در جنگ اول افغان و انگلیس که در سال ۱۸۳۸ روی داده بود ساخته شد. مکان دقیق این کلیسا در منطقه کولابا در جنوب مومبای (بمبئی) قرار دارد.
این کلیسا در کنار یادبود سربازان انگلیسی، به یادبود هنگ‌های مختلف هندی از جمله سپاه بمبئی، سپاه مدرس، و سپاه رانجیت سینگ از لاهور را نیز بنا شده‌است. بنا بر نوشته‌های تاریخی از نیروی ۱۶ هزار نفره بریتانیا در این جنگ، تنها یک نفر افسر پزشک به نام جراح برایدن توانست جان به‌در برده و به جلال‌آباد بازگردد و داستان این جنگ را بازگو کند.
این کلیسا به عنوان یک کلیسای کوچک کاهگلی در یک کیلومتری جنوب آنچه در آن وقت به عنوان «کلبه‌های بیماران» (امروزه: بیمارستان نیروی دریای هند) نامیده می‌شد کار خود را آغاز کرد.